# Bioreactor

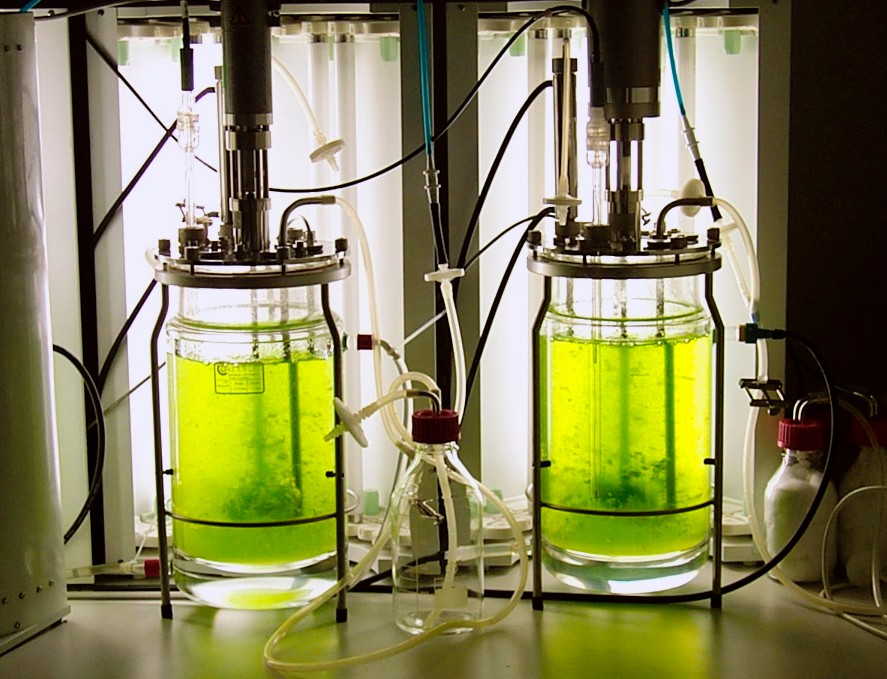
Een fotobioreactor waarin mossen (Physcomitrella patens) worden gekweekt

Een bioreactor is een reactievat waarin biologische processen plaatsvinden onder beheerste condities. Bioreactoren worden meestal gebruikt om micro-organismen – veelal bacteriën, gisten of filamenteuze schimmels – te laten groeien en deze commercieel nuttige stoffen te laten produceren, zoals farmaceutische verbindingen of voedingsstoffen. De bioreactor is een belangrijk instrument in de biotechnologie.
Binnen een bioreactor kunnen de omstandigheden zeer precies worden gecontroleerd en afgestemd, om zo de groei en activiteit van het gehuisde micro-organisme te optimaliseren. Belangrijk zijn de samenstelling van het voedingsmedium, de zuurstoftoevoer, de temperatuur en pH-waarde. Grotere bioreactoren hebben een roerelement die het medium in beweging houdt. Sommige bioreactoren kunnen wel duizenden liters dragen.
De producten die op industriële schaal in bioreactoren worden gemaakt, vindt men terug in levensmiddelen (yoghurt, kaas en bier), in wasmiddelen en in geneesmiddelen. Er zijn ook organismen die basischemicaliën produceren voor de chemische industrie, zoals het veelzijdige itaconzuur. Daarnaast worden bioreactoren gebruikt voor afvalwaterzuivering.